# Musiktaxi
Das Musiktaxi (auch MusicTaxi) ist eine Herstellerbezeichnung für ein Übertragungsverfahren von Audiodaten über einen oder mehrere ISDN-Nutzkanäle.

## Geschichte
Es wurde von der deutschen Dialog4 System Engineering GmbH entwickelt, die ihre Geräte unter der Marke „MusicTaxi“ vertrieb, bis Dialog4 von der US-amerikanischen Firma Orban aufgekauft und Musiktaxi in Opticodec umbenannt wurde. Im allgemeinen Sprachgebrauch ist der Begriff „Musiktaxi“ aber weiterhin gebräuchlich.

## Allgemein
Musiktaxi ist als Hard- oder Softwarelösung von verschiedenen Anbietern erhältlich und wird meist im Hörfunk für Übertragungen aus Außenstudios oder von Veranstaltungen verwendet. Es kann aus verschiedenen Audiodatenkompressionen gewählt werden, am gebräuchlichsten ist aber wohl 64 kbit/s MPEG-1 Layer 2 bei einer Abtastrate von 48 kHz, sowie 4SB ADPCM bei 128 kbit/s (bei Verwendung beider ISDN-Kanäle).
Vorteile der Audioübertragung via ISDN sind die hohe Zuverlässigkeit und die vergleichsweise niedrige Latenz der Übertragung.
Mit der Verbreitung von VoIP-Telefonanschlüssen oder bei der Nutzung „im Feld“ müssen entweder Endgeräte mit internem ISDN-S0-Bus oder andere IP-basierte Übertragungstechniken verwendet werden. Dabei sind allerdings größere Latenzen oder Paketverluste zu berücksichtigen, weshalb eine stabile Internetverbindung nötig ist.

## Trivia
Im Freien Radio Kassel gibt es seit dem 19. September 2005 eine Sendung mit dem Titel Musiktaxi.